# Arado E.500
Arado E.500 − niezrealizowany projekt niemieckiego ciężkiego myśliwca/samolotu szturmowego z końca lat 30. XX wieku.
Litera „E” w oznaczeniu jest skrótem od „Entwurf” (niem „projekt”).

## Historia
Projekt samolotu powstała w zakładach Arado w latach 1936/37. Samolot miał nietypową konstrukcję z kadłubem dwubelkowowym, część ogonowa nie była ze sobą połączona, pomiędzy kadłubami w których znajdowały się silniki, umieszczono stosunkowo niewielką kabinę załogi. Samolot miał być napędzany dwoma silnikami Daimler-Benz DB 603, załogę miały stanowić cztery osoby - pilot, drugi pilot/obserwator i dwóch strzelców obsługujących górną i dolną wieżyczkę strzelecką. Obydwie wieżyczki miały być uzbrojone w dwa Lb 202 20 mm, dolna wieżyczka miała być obsługiwana przez strzelca znajdującego się w pozycji klęczącej i używającego peryskopu.
Zbudowano model samolotu w skali 1:1 ale po jego ukończeniu projekt został porzucony.